# シルヴィア・ルウェリン・デイヴィス
シルヴィア・"ジョスリン"・ルウェリン・デイヴィス（Sylvia "Jocelyn" Llewelyn Davies, 1866年11月25日 - 1910年8月27日) は、ジェームス・マシュー・バリーの『ピーター・パン』の物語の着想となったルウェリン・デイヴィス家の息子たちの母親。旧姓シルヴィア・デュ・モーリエ(Sylvia du Maurier)。漫画家で作家のジョージ・デュ・モーリアとエマ・ワイトウィックの娘、ジェラルド・デュ・モーリエの姉、小説家アンジェラ・デュ・モーリエとダフニ・デュ・モーリエの伯母、ヨーク・オールバニ公フレデリックの高級娼婦だったメアリー・アン・クラークの曾孫である。
1889年、ディナー・パーティにおいて若い法廷弁護士アーサー・ルウェリン・デイヴィスと出会い、その直後に婚約した。1892年に結婚し、ジョージ（1893年 - 1915年）、ジャック（1894年 - 1959年）、ピーター（1897年 - 1960年）、マイケル（1900年 - 1921年）、ニコラス（1903年 - 1980年）の5人息子をもうけた。
1898年、デイヴィスはディナー・パーティでバリーと出会い、息子3人がケンジントン・ガーデンズでバリーと頻繁に会う友人となっていたことを知った。バリーはデイヴィス家で過ごすことが多くなり、バリーは「ジョスリン」と名付けたペットをデイヴィスに贈るなどデイヴィスとバリーは親しくなっていき、バリーとその妻メアリーと共にホリデーを過ごした。デイヴィスは息子たちがバリーとの友情を深めることを奨励した。
1907年、夫アーサーが頬の肉腫で亡くなった。デイヴィスおよび息子たちはバリーから経済的および感情面での支援を受けた。バリーの離婚後、バリーとデイヴィスはさらに親しくなっていったが結婚はしなかった。デイヴィスは手術不可能な肺癌にかかり、1910年に亡くなった。死の直前、デイヴィスはナニーのメアリー・ホグソンが息子たちの世話を続けること、バリーがこれまでと変わらず息子たちを助けてくれることを願うと記した。母エマ・デュ・モーリエ、兄ガイ・デュ・モーリエ、アーサーの兄弟クロンプトン・ルウェリン・デイヴィスと共にバリーに息子たちの後見人となってくれるよう依頼した。デイヴィスの死後、バリーは少年たちにデイヴィスと婚約していたと語ったが、ジャックとピーターはこれに懐疑的であった。
1951年、三男ピーターはデイヴィスの姪のダフニ・デュ・モーリエの祖父についての書籍『The Young George du Maurier, letters 1860–1867 』を出版した。
1978年、BBCはミニシリーズ『The Lost Boys 』を制作し、アン・ベルがデイヴィス役を演じた。
2004年、映画『ネバーランド』でケイト・ウィンスレットがデイヴィス役を演じ、2016年8月21日までブロードウェイ・ミュージカル『ファインディング・ネバーランド』が上演されローラ・ミシェル・ケリーがデイヴィス役を演じた。